# 阿拉·希什金娜
阿拉·阿纳托利耶芙娜·希什金娜（俄语：Алла Анатольевна Шишкина，1989年8月2日—），俄罗斯女子花样游泳运动员，2012年夏季奥运会集体金牌得主、2016年夏季奥运会集体金牌得主、2020年夏季奥运会集体金牌得主。